# Oplodning
Oplodning (engelsk: sounding) er en måde at måle dybde på, og har historisk set været essentiel for sejlads for at undgå at ens skib stødte på grund. Data fra oplodninger anvendes indenfor batymetrien til at lave kort over en vandmasses bundflade, og blev historisk ofte angivet på søkort i favn og fod. I mange lande er man dog i dag gået over til SI-systemet.
Oplodning blev oprindeligt foretaget ved hjælp af en lodlinje. Snoren bestod af et lod, ofte i bly, bundet for enden af en snor, som var lang nok til at nå bunden på meget dybt vand. Der var forinden blevet bundet knuder ("knob" eller "stik") i bestemte intervaller, som markerede hvor meget af snoren, der var under vandet. Personen, der skulle lodde dybden skulle først og fremmest sikre sig at der var dybt nok til at kunne sejle. Når skipperen var usikker blev sejlene, og dermed hastigheden, reduceret således at et godt kastet lod ville stå lodret stramt når sejldybdelængden var sluppet op.
Mange lodmænd kunne ofte ved simpel hovedregning anslå hvor dybt der var i tilfælde hvor loddet stod skævt i vandet.
I situationer, hvor man ledte efter et godt sted at kaste anker behøvedes både viden om dybdemål og oplysning om hvorvidt det var sand eller stenbund. Dette blev løst ved at smøre loddet ind i fedt, hvorefter man kunne se om loddet var smurt ind i sand eller mudder når det kom tilbage til overfladen.
Traditionel oplodning med lodlinje blev forældet efter opfindelsen af ekkoloddet.